# Galatella scoparia
Galatella scoparia là một loài thực vật có hoa trong họ Cúc. Loài này được (Kar. & Kir.) Novopokr. mô tả khoa học đầu tiên năm 1918.